# Gâtine de Ronsard
Pour les articles homonymes, voir Ronsard.
La Gâtine de Ronsard désigne, depuis la fin du XIXe siècle, l'ancienne forêt de Gastines, située entre la Gâtine de Touraine et le Vendômois. 
Cette forêt, défrichée à partir des XIe et XIIe siècles sous l'influence des abbayes de Tours et de Vendôme, a été en partie aliénée, et a subi d'importants déboisements (vers 1570) dont Pierre de Ronsard s'est ému en des vers fameux. La région est dite aujourd'hui le « pays de Ronsard ».